# Hayward (Wisconsin)
Hayward is een plaats (city) in de Amerikaanse staat Wisconsin, en valt bestuurlijk gezien onder Sawyer County.

## Demografie
Bij de volkstelling in 2000 werd het aantal inwoners vastgesteld op 2129. In 2006 is het aantal inwoners door het United States Census Bureau geschat op 2305, een stijging van 176 (8,3%).

## Geografie
Volgens het United States Census Bureau beslaat de plaats een oppervlakte van 8,3 km², waarvan 7,7 km² land en 0,6 km² water. Hayward ligt op ongeveer 375 m boven zeeniveau.

## Plaatsen in de nabije omgeving
De onderstaande figuur toont nabijgelegen plaatsen in een straal van 28 km rond Hayward.